# 伊是名場外離着陸場
伊是名場外離着陸場（日语：／ Izena Jōgai richakurikujō */?）是位於沖繩縣島尻郡伊是名村，當地人稱伊是名機場（日语：／ Izena kūkō */?）。

## 定期專機
- Air Dolphin（ADC）
  - 一日一班，由那霸機場經伊江島機場至伊是名降落場。（需時30分鐘）

## 外部連結
- 伊是名村（日語）
- Air Dolphin{ja} （页面存档备份，存于）